# 合百
合百（ごうひゃく）は、特定の株式や商品先物などの値動きを対象とする日本の伝統的な賭博。

## 概要
合百の語源は、米相場の変動額に対して銭百文をかけたことによる。江戸時代、市場に出入りする旦那についてきた丁稚や小僧が始めた少額の賭博であったものの、明治時代には合百師と呼ばれる賭博師が現れるなど専門性を増していた。
1949年6月22日には、東京株式取引所の特定の株（鐘紡、東洋紡、日本郵船などの当時の大型株）の値動きを対象として、兜町界隈で合百を行っていた集団が警視庁保安課の手入れを受け22人が逮捕されている。